# 美国驻北平总领事馆
美国驻北平总领事馆为美国在中华民国北平市的外交代表机构。

## 历史
1928年国民政府定都南京后，美国政府随即予以确认，美国驻华公使也由北京改驻南京。1946年初设立驻北平总领事馆。1949年中国人民解放军占领北平后，领事馆于4月10日闭馆。总领事柯乐博则继续逗留北京，至1950年4月才离华。

## 领事
以下为历任美国驻北平领事。
| 姓名   | 英文名              | 就任   | 离任   | 领事职务 | 备注 |
| ------ | ------------------- | ------ | ------ | -------- | ---- |
|        | Edwin W. Martin     | 1946年 | 1948年 | 副领事   |      |
| 柯乐博 | Oliver Edmund Clubb |        | 1949年 | 总领事   |      |